# Cassette-schandaal
Het Cassette-schandaal (Oekraïens: Касетний скандал; ook bekend als Tapegate of Koetsjma-gate) was een Oekraïens politiek schandaal in november 2000 waarin de Oekraïense president Leonid Koetsjma werd betrapt op het geven van de opdracht voor de ontvoering van journalist Georgi Gongadze, wiens onthoofde lijk onlangs was gevonden. Het schandaal was een van de belangrijkste politieke gebeurtenissen in de geschiedenis van Oekraïne na de onafhankelijkheid, die het binnenlandse en buitenlandse beleid van het land dramatisch beïnvloedde en de toenmalige Oekraïense oriëntatie veranderde van Rusland naar het Westen, en de carrière van Koetsjma beschadigde.
Het schandaal begon op 28 november 2000 in Kiev, toen de Oekraïense politicus, Oleksandr Moroz, president Koetsjma publiekelijk beschuldigde van betrokkenheid bij de ontvoering van journalist Georgi Gongadze en tal van andere misdaden. Moroz noemde Koetsjma's voormalige lijfwacht, majoor Mykola Melnytsjenko, als de bron. Hij speelde ook geselecteerde opnames van de geheime gesprekken van de president voor journalisten, die zogenaamd bevestigden dat Koetsjma het bevel gaf om Gongadze te ontvoeren. Deze gesprekken en honderden andere werden later wereldwijd gepubliceerd door Melnytsjenko.
Journalisten noemden de zaak naar de compacte cassetterecorder die Moroz gebruikte. Melnytsjenko zou zelf digitale apparatuur hebben gebruikt, om in het kantoor van de president opnames te maken.

## Gevolgen

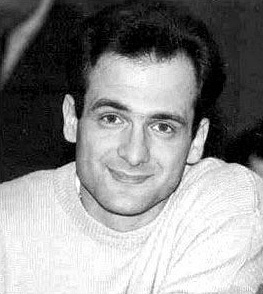
Georgi Gongadze, journalist, oprichter van de populaire internetkrant Oekrajinska Pravda, die in 2000 werd ontvoerd en vermoord.

De beschreven gebeurtenissen veroorzaakten een crisis, met massale protesten in Kiev van 15 december 2000 tot 9 maart 2001. De oppositie begon een campagne van geweldloos verzet genaamd UBK ("Oekraïne zonder Koetsjma!"), om het ontslag van Koetsjma te eisen. Ondanks de economische groei in het land daalde de publieke goedkeuringsscore van president Koetsjma onder de 9%.
In 2002 raakten de regeringen van de Verenigde Staten en andere landen nauwer betrokken nadat een van de opnames de vermeende overdracht van een geavanceerd Oekraïens verdedigingssysteem, Kolchuga Radar, tot Saddam Hoessein's Irak aan het licht bracht.  Als gevolg hiervan werd Leonid Koetsjma een tijdje geboycot door westerse regeringen. In het bijzonder maakte hij een offensieve diplomatieke demarchie mee tijdens een bezoek aan de Noord-Atlantische Verdragsorganisatie-top die plaatsvond op 21-22 november 2002 in Praag. De decennialange traditie werd doorbroken door de lijst van deelnemende landen aan te kondigen in het Frans en niet in het Engels. Als gevolg daarvan werd Turkije genoemd na Oekraïne, in plaats van het Verenigd Koninkrijk en de Verenigde Staten, waardoor de verschijning van Koetsjma naast Tony Blair en George W. Bush werd vermeden.
Bovendien beeldden wijdverbreide gesprekken Koetsjma af als een onbeleefd en hatelijk persoon, die grove taal gebruikte en sprak hij een ongebruikelijke mengeling van Russische en Oekraïense talen. Voorstanders van Koetsjma beweerden dat het buitensporige grove taalgebruik het bewijs was van een opzettelijke montage van de opnames met behulp van extrinsieke geluidsfragmenten. Echter onthulde de ambassadeur van de Verenigde Staten in Oekraïne, Carlos Pascual, dat de banden authentiek waren, niet vervormd, ongewijzigd en niet gemanipuleerd vanwege de conclusies uit de FBI analyse van het originele opnameapparaat en de originele opnames constateerde dat er geen ongebruikelijke geluiden zijn die duiden op geknoei met de opname, de opname is continu zonder pauzes en er is geen manipulatie van de digitale bestanden.
Beïnvloed door al het bovengenoemde raakte de president al snel gedesillusioneerd over Europese integratie en begon de betrekkingen van Oekraïne met de Verenigde Staten en de Europese Unie, die cruciaal waren voor zijn regime, te versoepelen. In plaats daarvan bevorderde hij de integratie met Rusland, gezien het feit dat Ruslands nieuwe leider, Vladimir Poetin, Koetsjma voortdurend steunde en weigerde de beschuldigingen te erkennen.
In september 2003 voegden Oekraïense troepen zich bij de door de VS geleide stabilisatietroepen in Irak, wat algemeen wordt gezien als de poging van Koetsjma om de betrekkingen met het Westen te verbeteren. Sindsdien zijn de betrekkingen op hoog niveau gedeeltelijk hersteld.
In een reactie op het schandaal en de acties van Melnytsjenko in het bijzonder, beweerde Leonid Koetsjma hardnekkig dat ze het gevolg waren van buitenlandse inmenging, maar beschuldigde nooit een specifiek land. Sommige van zijn uitspraken over de kwestie kunnen echter worden geïnterpreteerd als voorzichtige hints over de rol van de Verenigde Staten of Rusland. Volgens hem was zijn stem inderdaad een van die op de banden, maar hij beweerde dat ze selectief waren bewerkt om zijn betekenis te vervormen.

## Nalatenschap
Veel figuren van het schandaal bleven invloedrijk in de Oekraïense politiek. De zaak hield rechtstreeks verband met de politieke carrière van Viktor Joesjtsjenko, destijds premier van Oekraïne. Oleksandr Moroz sloot een alliantie met Joesjtsjenko, resulterend in de hervorming van de grondwet van Oekraïne (ten gunste van de parlement). Honderden politici en activisten die deelnamen aan de protesten van 2001 leidden de 2004 Oranjerevolutie. Joesjtsjenko leidde de revolutie na de presidentsverkiezingen en werd president op 23 januari 2005.
Mykola Melnytsjenko (die Amerikaans politiek asiel ontving) bracht nieuwe delen van zijn opnames uit. In 2004 beschuldigde Volodymyr Tsvil, een Oekraïense zakenman die Melnytsjenko hielp bij zijn ontsnapping, hem publiekelijk van het niet onthullen van bepaalde details van de zaak en het proberen om het audioarchief te verkopen aan Koetsjma's assistenten. Melnytsjenko bezocht Oekraïne in 2005 om nieuwe aantijgingen vrij te geven, maar heeft geen details bekendgemaakt over zijn mogelijke afluisteroperatie.
Het strafrechtelijk onderzoek naar de omstandigheden van Melnytsjenko's gegevens en de dood van Georgi Gongadze is niet eenduidig ondanks een grote hoeveelheid informatie die door talrijke journalistieke onderzoeken is onthuld.
Melnytsjenko's opnames werden tot bewijs verklaard toen voormalig president Koetsjma werd beschuldigd van ambtsmisbruik en het geven van illegale bevelen aan ambtenaren van het Ministerie van Binnenlandse Zaken; een strafzaak in de moord van Gongadze werd geopend tegen Koetsjma op 21 maart 2011. Een Oekraïense districtsrechtbank heeft de openbare aanklagers op 14 december 2011 bevolen de aanklacht tegen Koetsjma in te trekken omdat er onvoldoende bewijs was dat hem in verband bracht met de moord op Gongadze. De rechtbank verwierp de opnames van Melnytsjenko als bewijsmateriaal.

## Verder lezen
REQUIEM'2002 - Artikel door Reporters Sans Frontières